# Mount Walton
Mount Walton ist ein 2460 m hoher, spitzer und unvereister Berg im ostantarktischen Viktorialand. Er ragt auf halbem Weg zwischen dem Oona-Kliff und dem Mount Chadwick in der Gruppe der Outback-Nunatakker auf.
Der United States Geological Survey kartierte ihn anhand eigener Vermessungen und Luftaufnahmen der United States Navy aus den Jahren von 1959 bis 1964. Das Advisory Committee on Antarctic Names benannte ihn 1970 nach Fred W. Walton, Geomagnetologe und Seismologe auf der Amundsen-Scott-Südpolstation im Jahr 1968.